# هاوكيسبيري (أونتاريو)
هاوكيسبيري، أونتاريو (بالإنجليزية: Hawkesbury)‏ هي مدينة كندية تقع في مقاطعة أونتاريو. تبلغ مساحة هذه المدينة 9.4574 (كم²)، ويبلغ عدد سكانها 10869 نسمة حسب إحصاء سنة 2006 م، بينما كان يسكنها 10319 نسمة في سنة 2001 م. تحتل هذه المدينة المرتبة رقم 346 بين مدن كندا حسب عدد السكان والمرتبة رقم 132 في المقاطعة. نما عدد السكان في هذه المدينة بنسبة (5.3) بين العامين المذكورين.

## أعلام
- جوزيف سانت دينيس
- بيير غيروكس
- بوب هارتلي
- أندريه بريفوست
- برايان غرينواي
- دوغلاس كاميرون

## وصلات خارجية
- الأطلس الحكومي لكندا
- إحصاءات كندا مع ساعة تعداد السكان